# 一番ヶ瀬佳雄

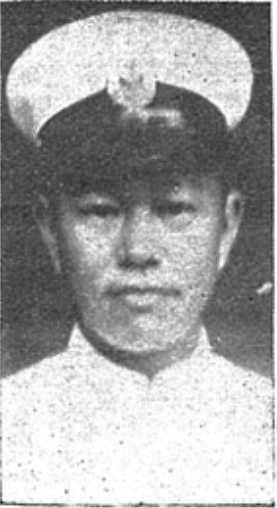
一番ヶ瀬佳雄

一番ヶ瀬 佳雄（いちばんがせ よしお、1895年（明治28年）6月6日 - 1964年（昭和39年）11月15日）は、大正から昭和時代前期の台湾総督府官僚、陸軍司政長官。新竹州知事、台南州知事。

## 経歴・人物
一番ヶ瀬健太郎の子として東京市に生まれる。第六高等学校を経て、1920年（大正9年）7月、東京帝国大学法学部法律学科（英法）を卒業。在学中の1919年（大正8年）10月に高等試験行政科合格。卒業後、直ちに農商務省に奉職し農務局属となり、1925年（大正14年）5月に大阪府工業組合監督官、1934年（昭和9年）2月に拓務省管理局地方課長を経て、1935年（昭和10年）5月に台湾総督府殖産局農務課長に転じた。1939年（昭和14年）6月には林田正治に代わり新竹州知事に就任。さらに翌年の5月に台南州知事を経て、1942年（昭和17年）7月、陸軍司政長官に就任した。プリアンガン州長官を務めた。

## 著作
- 『アマゾン地方移植民地状況』一番ヶ瀬佳雄、1934年5月。

## 親族
- 長女：一番ヶ瀬康子（社会福祉学者）[3]